# Richard Marsina
Richard Marsina (ur. 4 maja 1923 w Šahach, zm. 25 marca 2021 w Bratysławie) – słowacki historyk. Należał do założycieli współczesnej słowackiej historiografii i był czołowym specjalistą od średniowiecznej historii Słowacji.
Absolwent Wydziału Filozoficznego Uniwersytetu Komeńskiego w Bratysławie (1949). W 1956 r. został zatrudniony w Instytucie Historii Słowackiej Akademii Nauk. W latach 1961–1969 był kierownikiem instytutu naukowego Słowackiej Akademii Nauk w Budapeszcie. W 1992 r. zainicjował założenie Katedry Historii na nowym Wydziale Nauk Humanistycznych Uniwersytetu w Trnawie. Do 1998 r. pracował tamże jako kierownik katedry.

## Publikacje książkowe
- Urbáre feudálnych panstiev na Slovensku v 16. a 17 storočí, tom I. i II., Bratislava 1959 (współautor: M. Kušík),
- Codex diplomaticus et epistolaris Slovaciae, tom I. i II., Bratislava, 1971 i1987,
- Štúdie k slovenskému diplomatáru tom I/1 – 2, Bratislava : VEDA, vyd. SAV, 1971 i 1973,
- Štúdie k slovenskému diplomatáru, tom II., Bratislava : VEDA, vyd. SAV, 1989,
- Metodov boj, Bratislava : Obzor, 1985,
- Slovenské dejiny, Martin : Matica slovenská, 1992 (współautor),
- Vojenské dejiny Slovenska I, Bratislava 1993 (współautor),
- Dějiny Maďarska, Brno : Masarykova univerzita, 1993 (współautor).
- Legendy stredovekého Slovenska. Ideály stredovekého človeka očami cirkevných spisovateľov. Budmerice : Rak, 1997,
- Tatársky vpád, Budmerice : Rak, 2008 (współautor: Miloš Marek)